# Navadijos
Navadijos település Spanyolországban, Ávila tartományban. Navadijos San Martín de la Vega del Alberche, Navarredonda de Gredos, Garganta del Villar, Cepeda la Mora, San Martín del Pimpollar és Hoyos de Miguel Muñoz községekkel határos. Lakosainak száma 29 fő (2024).

## Népesség
A település népessége az utóbbi években az alábbiak szerint változott:
| Lakosok száma | 58   | 57   | 54   | 60   | 56   | 40   | 41   | 37   | 32   | 29   |
|               | 2001 | 2004 | 2006 | 2009 | 2011 | 2014 | 2016 | 2019 | 2021 | 2024 |